# Kościół bł. Karoliny Kózkówny w Tarnowie
Kościół błogosławionej Karoliny Kózkówny w Tarnowie – rzymskokatolicki kościół parafialny należący do parafii pod tym samym wezwaniem (dekanat Tarnów Wschód diecezji tarnowskiej).
Budynek nie jest orientowany, lecz usytuowany południkowo. Budowa świątyni rozpoczęła się w 1983 roku. Kościół został zaprojektowany przez zespół, w skład którego wchodzili: mgr inż. Zbigniew Zjawin oraz małżeństwo: mgr inż. arch. Zdzisława Kaczor i mgr inż. Leszek Kaczor. Do połowy 1986 roku zostały wzniesione fundamenty i mury dolnego kościoła. W dniu 7 września tego samego roku odbyła się w świątyni pierwsza uroczystość diecezjalna – 200-lecie istnienia diecezji tarnowskiej. W czasie trzeciej pielgrzymki do Polski, w dniu 10 czerwca 1987 roku, papież Jan Paweł II na fundamentach kościoła odprawił mszę świętą, w czasie której beatyfikował Karolinę Kózkównę w obecności około 2 milionów osób. W czerwcu 1993 roku został wmurowany kamień węgielny, poświęcony przez papieża. Górny kościół użytkowany jest od 2001 roku. Powierzchnia kościoła to 3,5 tys. m².